# 덕계천 (경상남도)
덕계천(德溪川)은 경상남도 양산시 덕계동에서 발원하여 서류하다가 경상남도 양산시 평산동의 평산교 부근에서 회야강으로 흘러드는 강이다.

## 유래
『울산지명사』에 의하면 덕계(德溪)라는 지명은 산하에 배나무가 많다고 하여 이천으로 불리다가 조선 말기에 덕계로 칭했다고 한다. 덕계천은 덕계에서 발원하여 회야강으로 흐르기 때문에 덕계천이라 명명되었다.

## 자연 환경
하천 하류 주변은 대부분이 공업 지역이며, 상류 지역에서는 이 물을 이용하여 벼농사를 비롯하여 농작물을 경작하고 있다. 농공단지에 접해 있어 물은 깨끗하지 않고, 덕계천은 과거 임진왜란 때 오홍(吳鴻)과 오춘수(吳春壽)가 전략적으로 이용하였던 장소였다.